# Shizuka na Hibi no Kaidan Wo
«Shizuka na Hibi no Kaidan Wo» (título oficial: 静かな日々の階段を) es el sexto LP grabado por la banda Dragon Ash, pertenece al álbum Lily of Da Valley, lanzado en 2000. Esta canción fue utilizada en Battle Royale, película muy popular en Japón, también lanzado en 2000. Para algunos occidentales, esta es la primera película donde se introduce música de Dragon Ash.

## Lista de canciones

### Lado A
1. "静かな日々の階段を (E.P. Versión)" (Shizuka na Hibi no Kaidan Wo) – 4:16
2. "静かな日々の階段を (E.P. Versión Instrumental)" (Shizuka na Hibi no Kaidan Wo) – 4:16

### Lado B
1. "静かな日々の階段を" (Shizuka na Hibi no Kaidan Wo)– 4:30
2. "静かな日々の階段を (Instrumental)" (Shizuka na Hibi no Kaidan Wo)– 4:30

- Datos: Q5843915